# Ріонегро-дель-Пуенте
Ріонегро-дель-Пуенте (ісп. Rionegro del Puente) — муніципалітет в Іспанії, у складі автономної спільноти Кастилія-і-Леон, у провінції Самора. Населення — 305 осіб (2010).
Муніципалітет розташований на відстані близько 280 км на північний захід від Мадрида, 70 км на північний захід від Самори.
На території муніципалітету розташовані такі населені пункти: (дані про населення за 2010 рік)
- Ріонегро-дель-Пуенте: 171 особа
- Санта-Еулалія-дель-Ріо-Негро: 109 осіб
- Вальєлуенго: 18 осіб
- Вільяр-де-Фарфон: 7 осіб

## Демографія
Динаміка населення (INE ):